# 弗羅西諾內足球俱樂部
弗羅西諾內足球俱樂部是一家意大利的足球俱樂部。主場設在拉齊奧大區的弗羅西諾內。俱樂部成立於1906年。目前俱樂部在意大利足球甲級聯賽作戰。俱樂部成立之後曾長期在低級別聯賽作戰。1991年，俱樂部財政破產，進行重建。在2005-06賽季，俱樂部在意丙聯賽的升級附加賽中獲勝，得以升入意乙，這也是俱樂部首次參加意乙聯賽。2015年夏天，俱乐部首次升入意甲联赛，但是一个赛季后就降回意乙。
2017/18賽季在意乙取得季軍，並在附加賽取得升班資格。

## 顏色與象徵
俱樂部的首批社交代表色是紅色和藍色，現在則改為黃色和藍色。從2007–08年賽季開始，俱樂部擁有一個名為「Lillo」的吉祥物，形象是一隻獅子，這也是徽章上出現的動物。這個名字是由弗羅西諾內的球迷透過俱樂部官方網站上的投票選出的。吉祥物會陪伴主場球隊，並從2008–09賽季開始，球迷可以提出申請，在比賽中扮演「Lillo」的角色。

## 榮譽

### 國內

#### 聯賽
- 意大利足球乙级联赛
  - 冠軍: 2022–23
- 意大利職業二級足球聯賽
  - 冠軍(2): 1986–87 (D組), 2003–04 (C組)
- 意大利足球丁级联赛
  - 冠軍(2): 1965–66 (D組), 1970–71 (F組)

#### 地區
- 第三級別聯賽
  - 冠軍(1): 1932–33
- 第二級別聯賽
  - 冠軍(2): 1933–34, 1945–46 (E組)
- 意大利足球一類聯賽
  - 冠軍(1): 1962–63

#### 杯賽
- 義大利丙級聯賽盃
  - 亞軍 (1): 2004–05

## 外部連結
- 官方网站 （義大利語和英語）